# Esther Dyson
Pour les articles homonymes, voir Dyson (homonymie).
Esther Dyson est une ancienne journaliste et cheffe d’entreprise américaine d'origine suisse, par ailleurs candidate au tourisme spatial.
Le 7 octobre 2008, l'entreprise Space Adventures a annoncé qu'elle serait la doublure de Charles Simonyi sur le vaisseau Soyouz TMA-14, lancé en mars 2009 vers la station spatiale internationale. En définitive, elle n'a jamais été envoyée dans l'espace.

## Biographie
De 1998 à 2000, elle fut la présidente et fondatrice de l'ICANN, la Société pour l'attribution des noms de domaine et des numéros sur Internet.
En 1998 elle est lauréate du prix Ada-Lovelace.